# Carpats romanesos occidentals
Els Carpats romanesos occidentals (en romanès: Carpații Occidentali Românești, en hongarès: Nyugati-Kárpátok), juntament amb els Carpats romanesos orientals i els Carpats meridionals és una de les tres principals serralades de Romania. El seu nom es dona en funció de la seva posició geogràfica, a l'oest, a l'altiplà de Transsilvània, que és simultàniament els seus límits orientals, respectivament a la bretxa Timiș-Cerna de les muntanyes del Banat, el grup meridional dels Carpats occidentals.
Els Carpats occidentals estan situats entre els rius Danubi, Barcău i Someș. Tenen una altitud màxima de 1849 metres a les muntanyes de Bihor, pic de Cucurbăta Mare (en hongarès: Nagy-Bihar), en concret, al pic de Bihor. La discontinuïtat és una de les seves característiques bàsiques. La composició geogràfica és variada, amb un autèntic “mosaic petrogràfic” (flysch, esquists cristal·lins, calcàries, roques ígnies, roques metamòrfiques).

## Serres
De nord a sud, es poden identificar tres grans grups muntanyosos, separats per diferents valls fluvials.
- Muntanyes Apuseni, al nord de Mureș
- Muntanyes de Poiana Ruscă, al sud de Mureș
- Muntanyes del Banat, l'angle sud-oest de Romania, al sud de Timiș

Hi ha 18 subgrups en total.